# Chassey-Beaupré
Pour les articles homonymes, voir Chassey (homonymie).
Chassey-Beaupré est une commune française située dans le département de la Meuse, en région Grand Est. Elle se trouve au sud du département, en bordure de la Haute-Marne et à proximité des Vosges.

## Géographie

### Hydrographie
La commune est dans la région hydrographique « la Seine de sa source au confluent de l'Oise (exclu) » au sein du bassin Seine-Normandie. Elle est drainée par l'Ognon et le cours d'eau 01 de l'Étang du Fourneau,.
L'Ognon, d'une longueur de 13 km, prend sa source dans la commune de Lezéville et se jette  dans l'Ornain à Gondrecourt-le-Château, après avoir traversé six communes. 

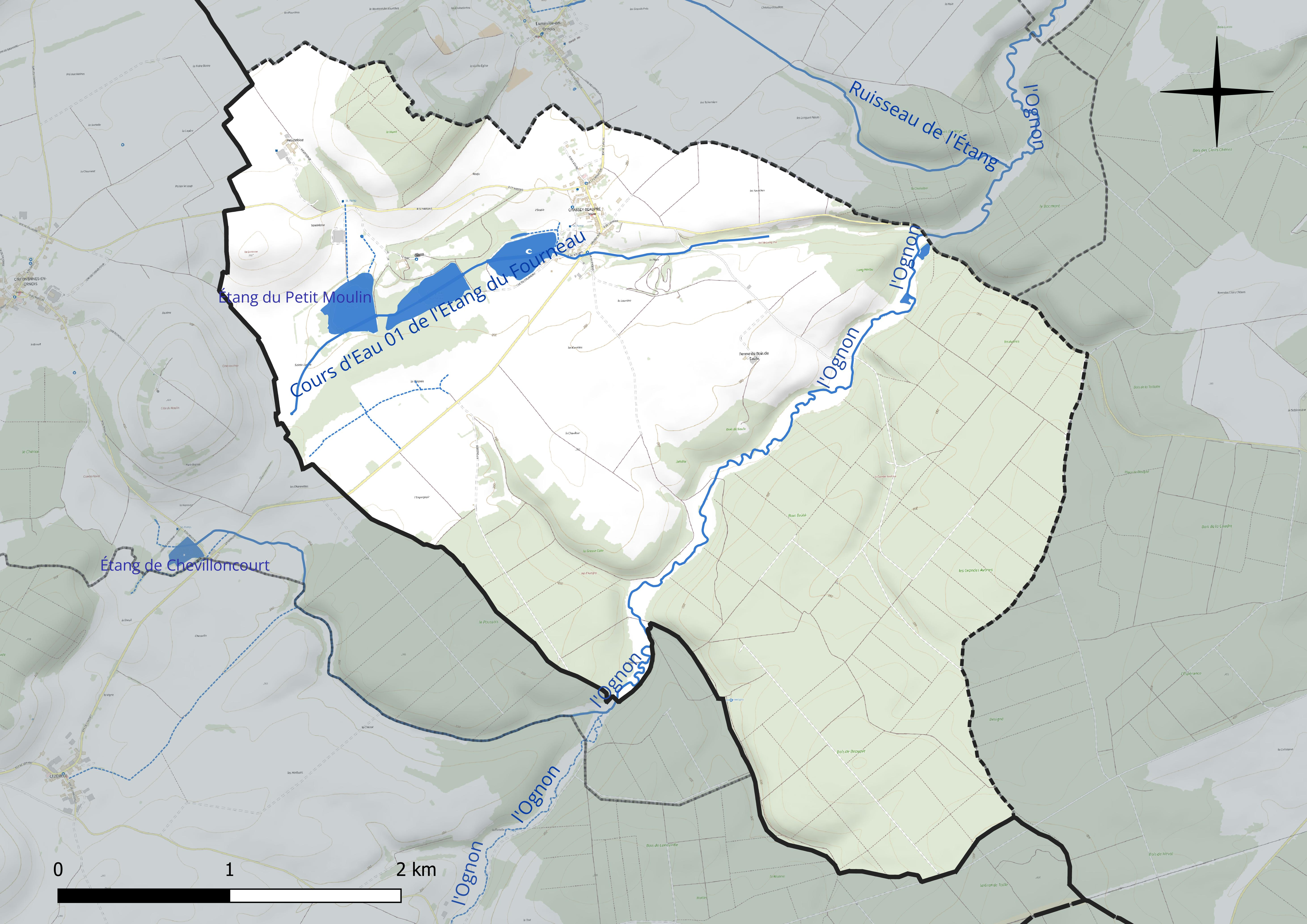
Réseau hydrographique de Chassey-Beaupré.

Deux plans d'eau complètent le réseau hydrographique : l'étang du Fourneau (7,7 ha) et l'étang du le Petit Moulin (8,1 ha),.

### Climat
Pour des articles plus généraux, voir Climat du Grand Est et Climat de la Meuse.
En 2010, le climat de la commune est de type climat de montagne, selon une étude du Centre national de la recherche scientifique s'appuyant sur une série de données couvrant la période 1971-2000. En 2020, Météo-France publie une typologie des climats de la France métropolitaine dans laquelle la commune est exposée à un climat océanique altéré et est dans la région climatique  Lorraine, plateau de Langres, Morvan, caractérisée par un hiver rude (1,5 °C), des vents modérés et des brouillards fréquents en automne et hiver. 
Pour la période 1971-2000, la température annuelle moyenne est de 9,4 °C, avec une amplitude thermique annuelle de 16,6 °C. Le cumul annuel moyen de précipitations est de 1 048 mm, avec 13,8 jours de précipitations en janvier et 9,8 jours en juillet. Pour la période 1991-2020, la température moyenne annuelle observée sur la station météorologique de Météo-France la plus proche, « Cirfontaines_sapc », sur la commune de Cirfontaines-en-Ornois à 3 km à vol d'oiseau, est de 10,4 °C et le cumul annuel moyen de précipitations est de 904,1 mm. 
La température maximale relevée sur cette station est de 40 °C, atteinte le 12 août 2003 ; la température minimale est de −19,6 °C, atteinte le 6 février 1963,,. 
Les paramètres climatiques de la commune ont été estimés pour le milieu du siècle (2041-2070) selon différents scénarios d'émission de gaz à effet de serre à partir des nouvelles projections climatiques de référence DRIAS-2020. Ils sont consultables sur un site dédié publié par Météo-France en novembre 2022.

## Urbanisme

### Typologie
Au 1er janvier 2024, Chassey-Beaupré est catégorisée commune rurale à habitat dispersé, selon la nouvelle grille communale de densité à sept niveaux définie par l'Insee en 2022.
Elle est située hors unité urbaine et hors attraction des villes,.

### Occupation des sols
L'occupation des sols de la commune, telle qu'elle ressort de la base de données européenne d’occupation biophysique des sols Corine Land Cover (CLC), est marquée par l'importance des territoires agricoles (50 % en 2018), une proportion identique à celle de 1990 (50 %). La répartition détaillée en 2018 est la suivante : 
forêts (46,1 %), terres arables (29,4 %), zones agricoles hétérogènes (14,7 %), prairies (5,9 %), milieux à végétation arbustive et/ou herbacée (2,1 %), zones urbanisées (1,8 %). L'évolution de l’occupation des sols de la commune et de ses infrastructures peut être observée sur les différentes représentations cartographiques du territoire : la carte de Cassini (XVIIIe siècle), la carte d'état-major (1820-1866) et les cartes ou photos aériennes de l'IGN pour la période actuelle (1950 à aujourd'hui).

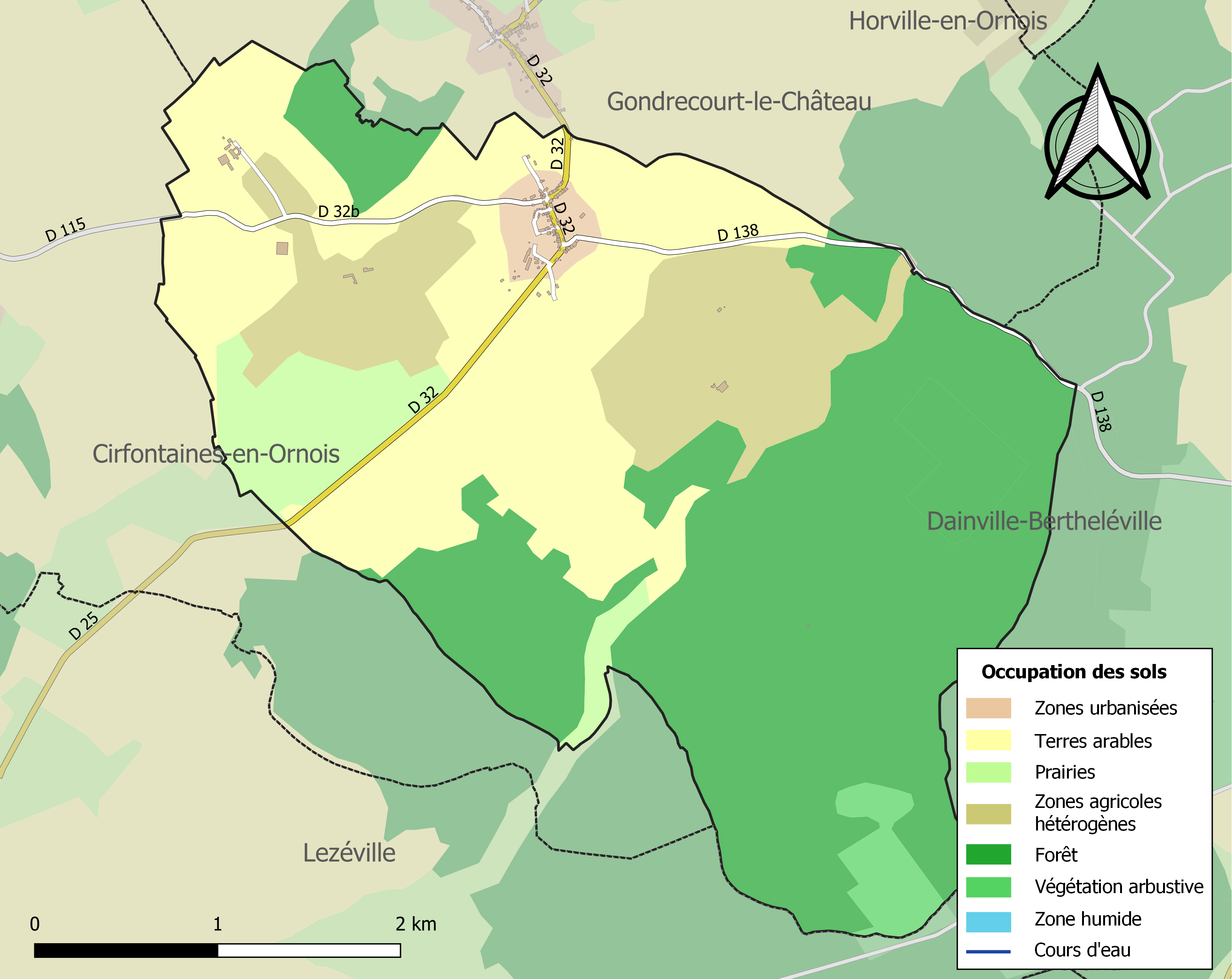
Carte des infrastructures et de l'occupation des sols de la commune en 2018 (CLC).

## Toponymie
Chassey est attesté sous les formes Charceyum, Cherceyum (1402) ; Charsey-Belpré (1700) ; Charcey (1711) ; Charceium (1711).

Son étymologie semble antérieure et étrangère à l'influence romaine.
Beaupré est attesté sous la forme Belpré (1700).

Ce nom exprime à la fois la localisation en plaine et la richesse de celle-ci, d'un point de vue agricole.

## Histoire
A la fin du XVe siècle, Anne de Saint Amadour, héritière de Beaupré, épousa Pierre de Choiseul, baron d'Aigremont et de Meuse. Leur descendance donna de puissants personnages, les barons, comtes et marquis de Beaupré, des lieutenants généraux, des ambassadeurs, le duc de Choiseul-Stainville (1758), ministre de Louis XV, etc.  Le domaine de Beaupré existe toujours.
Sur la commune se trouve, au Bois de Beaupré, juste au-dessus de la Fontaine de Vésigny, un habitat médiéval d'importance. Long d'environ 70 mètres pour 40 de large il est composé d'une enceinte extérieur en ruine et de plusieurs éboulis d'habitats à l’intérieur de celle-ci. Un chemin ancien toujours bien marqué, permet d’accéder au site depuis la combe en contrebas, de nombreux sentiers parcourent les alentours.

De vieilles carrières de pierre sont visibles à proximité immédiate du site. Une estimation plus qu’aléatoire date celui-ci du XIIe au XVIe siècle. De larges éboulis de murs ainsi qu'un puits sont encore parfaitement visibles sur la partie nord du site.

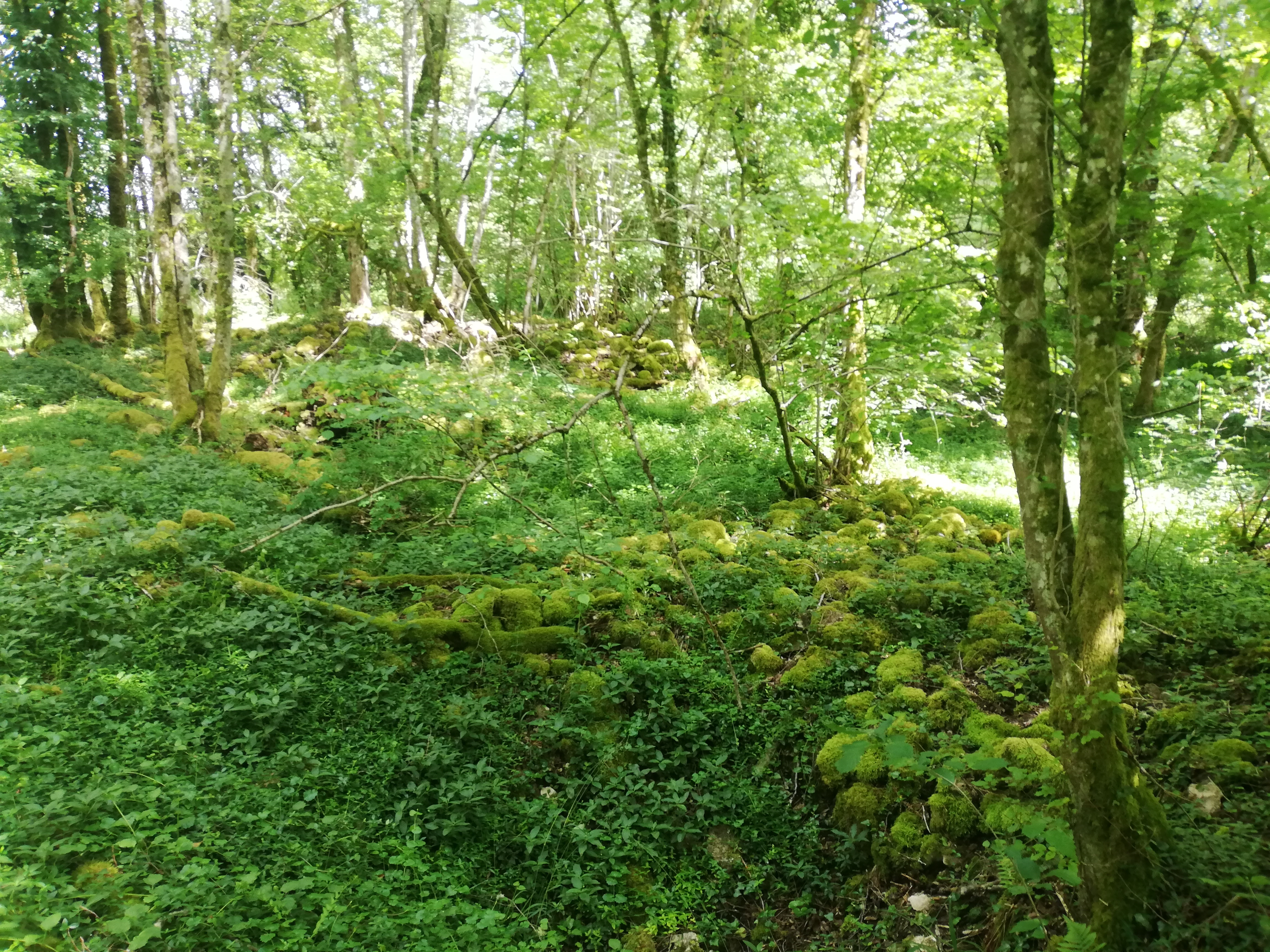

## Politique et administration
| Période                                  | Période  | Identité       | Étiquette | Qualité             |
| ---------------------------------------- | -------- | -------------- | --------- | ------------------- |
| Les données manquantes sont à compléter. |          |                |           |                     |
| mars 2001                                | mai 2020 | Gilles Gauluet |           |                     |
| mai 2020                                 | En cours | Armin Kennel   |           | Employé de commerce |

## Population et société

### Démographie
L'évolution du nombre d'habitants est connue à travers les recensements de la population effectués dans la commune depuis 1793. Pour les communes de moins de 10 000 habitants, une enquête de recensement portant sur toute la population est réalisée tous les cinq ans, les populations de référence des années intermédiaires étant quant à elles estimées par interpolation ou extrapolation. Pour la commune, le premier recensement exhaustif entrant dans le cadre du nouveau dispositif a été réalisé en 2008.

En 2022, la commune comptait 87 habitants, en évolution de −6,45 % par rapport à 2016 (Meuse : −4,4 %, France hors Mayotte : +2,11 %).
| 1793 | 1800 | 1806 | 1821 | 1831 | 1836 | 1841 | 1846 | 1851 |
| ---- | ---- | ---- | ---- | ---- | ---- | ---- | ---- | ---- |
| 356  | 331  | 347  | 347  | 360  | 340  | 367  | 360  | 363  |

| 1856 | 1861 | 1866 | 1872 | 1876 | 1881 | 1886 | 1891 | 1896 |
| ---- | ---- | ---- | ---- | ---- | ---- | ---- | ---- | ---- |
| 339  | 325  | 310  | 275  | 259  | 235  | 275  | 225  | 224  |

| 1901 | 1906 | 1911 | 1921 | 1926 | 1931 | 1936 | 1946 | 1954 |
| ---- | ---- | ---- | ---- | ---- | ---- | ---- | ---- | ---- |
| 216  | 202  | 185  | 184  | 211  | 202  | 195  | 169  | 183  |

| 1962 | 1968 | 1975 | 1982 | 1990 | 1999 | 2006 | 2008 | 2013 |
| ---- | ---- | ---- | ---- | ---- | ---- | ---- | ---- | ---- |
| 179  | 162  | 177  | 165  | 144  | 138  | 125  | 121  | 102  |

| 2018 | 2022 | - | - | - | - | - | - | - |
| ---- | ---- | - | - | - | - | - | - | - |
| 82   | 87   | - | - | - | - | - | - | - |

## Culture locale et patrimoine

### Lieux et monuments
- Église Saint-Nabor, restaurée au XIXe siècle par l'architecte Joseph-Théodore Oudet.
- Le Domaine de Beaupré est inscrit au titre des monuments historiques depuis 1991[24] pour son château, ses puits, lavoir, ferme, son parc avec la grotte, l'étang du Fourneau et sa digue, ainsi que l'étang du Petit-Moulin.

### Personnalités liées à la commune
- Voir la Maison de Choiseul
- François Joseph de Choiseul-Beaupré (1650-1711), gouverneur de Saint-Domingue

### Héraldique
| Blason de Chassey-Beaupré | Blason  | D'azur à la croix d'or cantonnée en chef de deux étoiles d'or à six branches, et en pointe de deux casques romains adossés du même à la cocarde de gueules.                                                                                 |
| Blason de Chassey-Beaupré | Détails | La croix d'or sur fond d'azur appartient à la maison de Choiseul (cantonnée à l'origine de 18 billettes). Blason composé par R.A. Louis avec les conseils de la Commission héraldique de l'UCGL et mis à disposition de la commune en 2011. |